# Vrpolje (Šibenik)
Vrpolje je mjesto 10 km udaljeno od središta Šibenika. Prema popisu iz 2011. ima 776 stanovnika, koji žive u nekoliko zaseoka.
Sredinom sela prolazi cesta D58 Šibenik-Split. Za ovu cestu se inače u žargonu kaže "Šibenik-Split preko Boraje" prema mjestu Boraja koje se također nalazi na ovoj cesti, a od Vrpolja je udaljeno 10-ak km u smjeru Splita.
Također tom cestom dolazi se do ulaza na auto cestu A1 (Čvor Vrpolje).
Kroz Vrpolje također prolazi željeznička pruga Perković - Šibenik. Željezničke postaje "Ripište", "Dabar" i "Primorsko Vrpolje" nalaze se na području mjesta.
Od ostalih cestovnih komunikacija značajne su i "Vrpolje-Danilo" koja se u samom središtu mjesta spaja na D-58 i "Vrpolje-Perković" koja se u blizini čvora za A1 spaja na D-58.

## Stanovništvo

### Kretanje broja stanovnika za Vrpolje (Šibenik)
| broj stanovnika | 401   | 369   | 410   | 429   | 423   | 572   | 640   | 815   | 718   | 798   | 846   | 789   | 680   | 800   | 810   | 776   | 731   |
|                 | 1857. | 1869. | 1880. | 1890. | 1900. | 1910. | 1921. | 1931. | 1948. | 1953. | 1961. | 1971. | 1981. | 1991. | 2001. | 2011. | 2021. |

Stanovništvo je uglavnom hrvatsko, rimokatoličko.

## Obrazovanje
U mjestu djeluje i Osnovna škola Vrpolje koja vodi područne škole u mjestima Boraja, Danilo i Perković. Osnovna škola je izgrađena 1938. godine, od kada i postoji obrazovna ustanova u mjestu.

## Kultura
Vrpolje je poznato i po srednjovjekovnoj crkvi Uznesenja BDM i svečanostima proslave blagdana Velike Gospe (15. 8.) kada se organizira i pučka fešta sa sajmom.
Osim crkve Uznesenja BDM na području mjesta nalaze se i crkvice Sv. Ante, Sv. Ivan te kapelica na Gorici, a u novije vrijeme gradi se i križni put s postajama od "Lokve" do Sv. Ivana koji dominira nad mjestom.
Zbog blizine grada (7-8 minuta normalne vožnje), a i visokih cijena podstanarskih stanova u gradu dosta mlađih generacija je ostalo živjeti u selu, tako da je zadnjih godina čak organiziran i dječji vrtić.
U mjestu djeluje Kulturno-umjetničko društvo "Vrpoljac", osnovano 1961. godine. U društvu djeluje puhački orkestar koji je osnovan 1979. godine. Također u mjestu djeluje i mješovita klapa "Mirakul" osnovana 2004. godine.